# Ассирийская церковь Востока
Ассири́йская це́рковь Восто́ка (Сиро-Персидская церковь; официальное название: Святая Апостольская Соборная Ассирийская церковь Востока, арам. ܥܕܬܐ ܩܕܝܫܬܐ ܘܫܠܝܚܝܬܐ ܩܬܘܠܝܩܝ ܕܡܕܢܚܐ ܕܐܬܘܪ̈ܝܐ) — христианская церковь восточно-сирийского обряда, одна из доэфесских церквей, возникшая среди арамеоязычного населения Месопотамии в I веке.

## Вероучение

### Христология
В литературе обычно утверждается, что Сиро-персидская церковь придерживается несторианства. Следует, однако, учитывать, что ни учение Нестория, зафиксированное в его сочинениях, ни отличающееся от него учение Сиро-персидской церкви не идентичны учению, которое под названием несторианства было осуждено на Третьем вселенском соборе в Эфесе. Христологическая формула, принимаемая этой Церковью, — «Две природы, две кномы (конкретные реализации природ), в одном лице и одной воле Христа» — сформулирована в VII веке Мар Бавваем Великим.

### Экклезиология
При том, что этническим ядром церкви Персии всегда являлись восточные сирийцы, в древности эта церковь исповедовала своеобразную кафолическую экклесиологию, разделяющую весь мир на две части (по границе между Римской и Персидской империями), и считала своей канонической территорией весь Восток. Такое разделение отражено как в названии церкви — «Церковь Востока», так и в титуле первоиерарха — «католикос Востока», который был принят в 310 году епископом Селевкии—Ктесифона бар Гаггайем. Эта доктрина официально закреплена и подтверждена представителями Римо-византийской церкви в 410 году, на соборе, проходившем под председательством католикоса Мар Исхака, созванном для принятия решений Первого вселенского собора. На этом соборе, с одобрения византийского посла Маруты, католикос Церкви Востока был назван «Католикосом и главой епископов всего Востока». Соответственно, на титул «патриарха Запада» претендовали епископы Рима, что и было включено в перечень их титулов. Однако такое разделение было устранено последующей историей, когда АЦВ, охватившая своими епархиями весь Восток, вплоть до Японии, потеряла все эти территории, вновь ограничившись практически одним только восточно-сирийским этносом Месопотамии, а Римская церковь, напротив, усилилась и распространила своё влияние на весь мир.

## Богослужение
Ассирийская церковь придерживается традиционного восточно-сирийского богослужебного обряда. Используется три типа литургий: 1) Фаддея и Мария (иначе Мар Аддая и Мар Мари), 2) Феодора Мопсуестийского и 3) Нестория. Служба проходит на классическом сирийском языке (в храмах Индийской епархии — также на языке малаялам). В храмах Ассирийской церкви Востока нет икон и статуй, вместо которых на стенах церквей висят цитаты из Библии. Есть почитание имени Бога «Яхве», которое в виде букв «юд» и «хи» или «юд» и лигатуры «хи+вав» изображается в церквях, в богослужебных книгах и на крестах (но нет поклонения подобным изображениям и нет иудейского запрета на произнесение имени Бога). Силу и Славу Божью принято называть «Шекина», как в иудаизме. Распространены благодарственные пожертвования животных по обету, которые часто путают и называют жертвоприношением, когда человек просит Бога о чём-то и даёт обет сделать пожертвование при исполнении просимого. Жертвенное животное (барана или петуха) убивают во дворе храма, мясо варят и раздают всем верующим после богослужения. В отдельных ассирийских племенах в качестве этнографических (не церковных) традиций сохранились некоторые иудейские обряды, такие, как соблюдение субботнего покоя (который может соблюдаться или в воскресенье, или в субботу) или запрет варить мясо в молоке. Все эти факты подтверждают древнее, ещё иудеохристианское происхождение Церкви Востока в апостольскую эпоху, когда христианство ещё не успело подвергнуться эллинизации, и древность диофизитства.

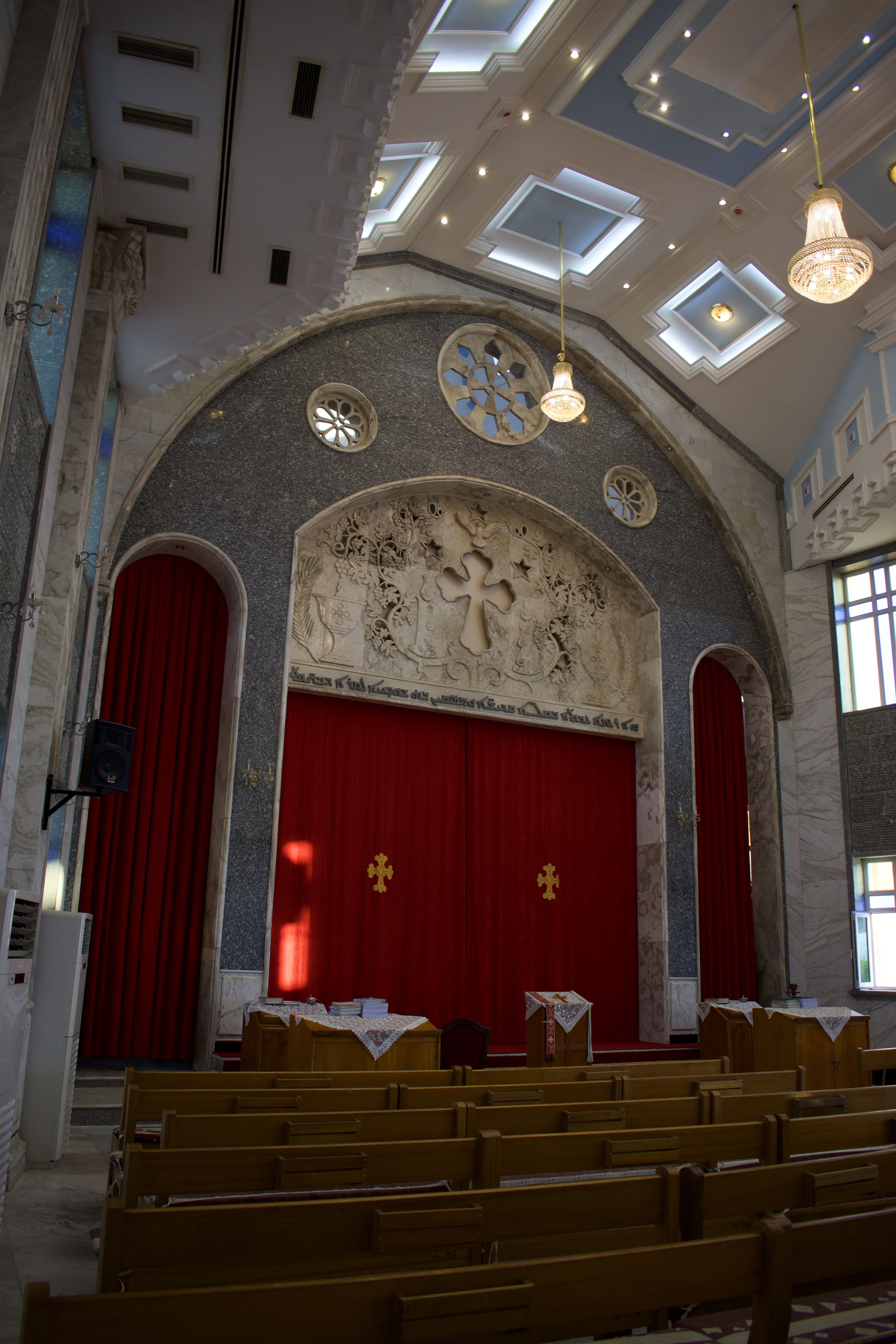
Внутреннее убранство Кафедрального Собора Святого Иоанна Крестителя, Анкава

До XIX века Ассирийская Церковь Востока называлась Сирийской Церковью Востока. По мнению ряда ученых (Иосиф Зая «Истории Ассирийцев с древних времен до падения Византии», М.: Маска, 2009), трансформация наименования «Ассирия» в «Сирия» произошло вследствие влияния арамейского языка, на который ассирийцы перешли ещё в период существования древней Ассирии, и его алфавитной письменности. В арамейском языке буква «аляп» в начале слова могла не читаться, что провоцировало прочтение «Ассирия» как «Сирия», привело к выпадению этой буквы и потере сдвоенности первого согласного звука. Поэтому многие выдающиеся представители Церкви Востока, внёсшие свой вклад в мировое христианство, в греческой и римской традиции получали к имени приставку «Сирин»: Ефрем Сирин, Исаак Сирин. В Ассирийской церкви Востока признаются семь таинств: крещение, евхаристия, священство, миропомазание, покаяние (без исповеди), святая закваска (малка) и крестное знамение. Таинства крещения и евхаристии считаются основными. Таинство святой закваски связано с верой в то, что кусочек хлеба, розданного на последней вечере Иисуса Христа, был привезён апостолом Фаддеем на Восток, и его частицы постоянно используются в евхаристии. В каждый новый раствор муки для просфор добавляют крупицы ранее освящённого хлеба.
Среди популярных праздников — дни, посвящённые памяти Девы Марии (Мат-Марьям) — 28 августа, святого Георгия (Мар-Гиваргиз) — первый понедельник ноября по старому стилю, Мар-Зайя — 14 июня, 26 сентября и 12 января, Мар-Шалыта — 1—2 октября.

## История

### До раскола 1552 года
Ассирийская церковь Востока является преемницей Церкви Востока, которая ведет свое происхождение от христианских общин, возникших в Сирии и Месопотамии в I—II вв. н. э. В 410 году на Соборе в Селевкии-Ктесифоне произошло обособление от церковной структуры Римской империи. Таким образом, Церковь Востока стала Поместной церковью Сасанидской империи.
Церковь Востока активно занималась миссионерством, в том числе в Индии, Китае и Восточном Туркестане. В V—VI веках она проникла в Согдиану. В VIII веке патриарх Церкви Востока Тимофей I хотел назначить митрополита в Тибет.
В период Арабского халифата христиане Церкви Востока стали подвергаться притеснениям. Были запрещены крестные ходы и шумные похоронные процессии.
С XIV века территория влияния Церкви Востока сократилась. В 1497 году её патриарший престол был перенесен из Мосула в Гзирту, а в XVI веке — в монастырь Раббана Ормизда рядом с Алкошем в Курдистане. За пределами Сирии и Курдистана Церковь Востока уцелела лишь в Индии.
К XVI веку, после нашествий Тимура и османских завоеваний, Церковь Востока уцелела лишь в неприступных горах Хаккяри, в районах Урмии и Салмаса и на юге Индии.
В 1551 году католикос Мар Шимун VII в соответствии со сложившейся традицией наследования патриаршего престола от дяди к племяннику, назначил своим преемником ребёнка восьмилетнего возраста. Недовольство некоторых епископов таким порядком привело церковь в следующем году к расколу. В результате возникло две иерархические линии наследования патриаршества. Одна из них — традиционная, передающая титул по наследству, продолженная патриархом Мар Илией VI (1558—1576) (линия Илии); вторая — выборная, продолженная Шимуном VIII Сулакой (линия Сулаки). Патриархи Ассирийской церкви Востока продолжают линию Сулаки.

### Современный период
В период владычества Тамерлана резиденцией патриархов стало селение Алкош на севере современного Ирака, с XVII века и до 1914 года — селение Кочанис в Турции.
В конце Первой мировой войны, после поражения антиосманского восстания и последовавшего геноцида ассирийцев (по некоторым данным, погибло не менее полумиллиона ассирийцев), последователи Ассирийской церкви Востока были вынуждены бежать в различные страны мира. Большая часть ассирийцев переселилась в Ирак, находившийся под английским мандатом. Однако в 1933 году, после окончания английского управления в Ираке, конфликт между ассирийцами и иракскими войсками закончился новой резнёй и дальнейшим рассеиванием общины. Иракские власти, лишив ассирийского патриарха Мар Шимуна XXIII гражданства, выслали его из страны. Резиденцией патриарха стал город Сан-Франциско (США).
В 1964 году часть духовенства оказалась настроена против принятия григорианского календаря. Вызывали неодобрение обычай наследования патриаршества и расположение патриаршей резиденции за границей. Главой оппозиции стал ассирийский митрополит Индии Мар Фома Дармо. В 1968 году он прибыл из Индии в Багдад и рукоположил трех епископов. На собранном после этого соборе они избрали его новым патриархом. Себя раскольники назвали Древняя Ассирийская церковь Востока. После смерти Мар Фомы Дармо его сменил Мар Аддай II.
В 1973 году Мар Шимун сложил с себя сан патриарха и женился. Преемника его долгое время не могли избрать. В 1976 году патриархом был избран епископ Тегерана, который принял имя Мар Дынха IV и поселился в США. Новый патриарх объявил, что обычай наследования патриаршего титула будет прекращен, и данный факт устранил главную причину внутрицерковного конфликта. Однако раскол не преодолен до конца, хотя в ходе встреч епископов, поддерживающих разные стороны, удалось достичь большого прогресса. В настоящее время в подчинении Мар Дынхи IV находятся одиннадцать епископов, в подчинении Мар Аддая II — пять.
11 ноября 1994 года глава Ассирийской церкви Востока Мар Дынха IV и папа Иоанн Павел II подписали в Ватикане «Совместную Христологическую Декларацию», где говорилось, что католики и ассирийцы «объединены ныне в общем исповедании Сына Божия». Была учреждена двусторонняя комиссия по богословскому диалогу, которая собирается ежегодно. Вследствие этого улучшились отношения Ассирийской церкви Востока и с ранее отколовшейся от неё Халдейской Католической Церковью. В ноябре 1996 года Мар Дынха IV и халдейский патриарх Рафаэль I Бидавид встретились в Саутфилде, штат Мичиган, и подписали «Совместное патриаршье заявление».

## Структура
Возглавляет Ассирийскую церковь Востока католикос-патриарх Ава III (с сентября 2021). Резиденция патриарха расположена в городе Эрбиль, Ирак.
Число верующих по различным данным составляет от 200 до 400 тысяч человек. Последователи Ассирийской церкви Востока живут в Ираке, Сирии, Иране, США, Армении, Швеции и других странах.
Российские верующие находятся в подчинении епископа Дохука и СНГ. В 1998 году в Москве построен храм Мат Марьям.

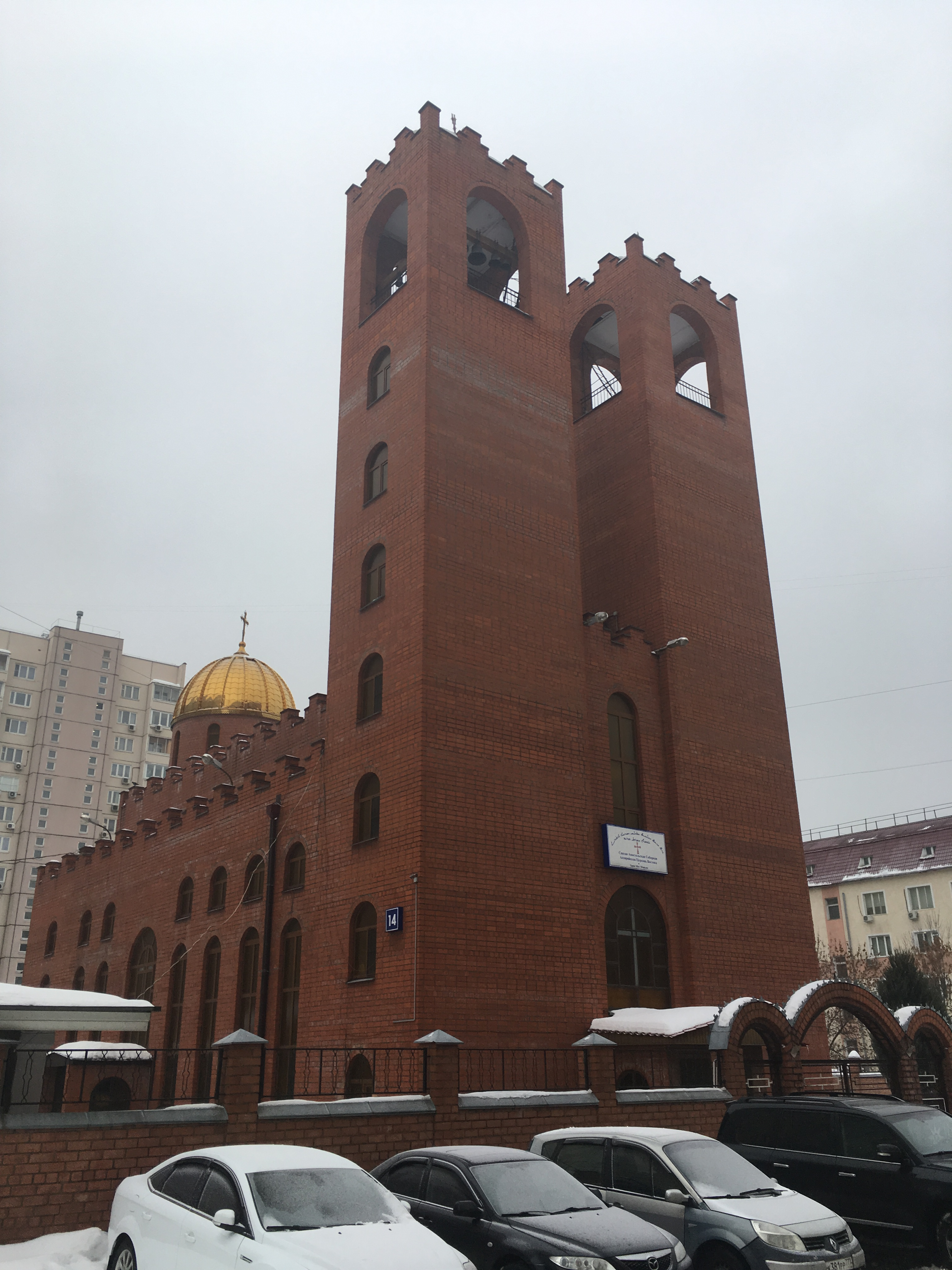
Храм Мат Марьям в Москве

### ЕпархииАссирийской церкви Востока
- Епархия Западной Америки
- Епархия Восточной Америки
- Архиепархия Австралии, Новой Зеландии и Ливана
- Епархия Западной Европы
- Епархия Германии и Скандинавии
- Епархия Канады
- Епархия Ирана
- Епархия Сирии
- Епархия Дианы и Киркука
- Епархия Багдада, Украины и Грузии
- Епархия Северного Ирака и СНГ
- Халдейская сирийская церковь во главе с Митрополитом в Триссуре (Индийская архиепархия)[10]

### ЕпархииДревней Ассирийской церкви Востока
- Епархия Багдада
- Епархия Киркука
- Епархия Ниневии
- Епархия Сирии и Ливана
- Епархия Запада США